# Nedgia
Nedgia S.A., anteriorment Gas Natural Distribución, és una empresa filial i un holding de Naturgy, encarregada del negoci de la distribució del gas natural a Espanya, considerada empresa líder del sector.
Dintre de la filial n'existeixen altres amb la denominació Nedgia sumant-hi el nom de les diferents comunitats autònomes on funciona: Andalusia, Aragó, Illes Balears, Castella-la Manxa, Castella i Lleó, Catalunya, País Valencià (amb el nom Cegas), Galícia, Madrid, Navarra i La Rioja. El 2018 posseïa més de 51.000 kilòmetres de xarxa de distribució de gas a més de 1.100 municipis.
El 2016 adquirí, amb autorització de la Comissió Nacional dels Mercats i la Competència els punts de subministrament de gas liquat del petroli (GLP) canalitzat que eren propietat de Repsol Butano, incloent-hi la possibilitat del pas d'aquesta energia a gas natural.
Entre 2017 i 2018 l'empresa va realitzar venda de part del seu negoci i xarxa de distribució a un consorci de diverses empreses. El 2018 va canviar la seva denominació de Gas Natural Distribución a Nedgia, seguint el principi de separació d'activitats sobre normes estatals del mercat interior del gas i coincident amb l'entrada de nous socis al holding i la venda de part del negoci a un consorci de fons d'infraestructures. El nom Nedgia procedeix de l'empresa de distribució que Naturgy posseeix a Itàlia. De fet, com a grup empresarial, Naturgy posseeix potents distribuïdores a Itàlia i a diversos països de Llatinoamèrica.
El 2019 ha aturat de forma temporal les inversions en noves xarxes gas davant la possible retallada en les retribucions que es planteja des de la Comissió Nacional dels Mercats i la Competència a la distribució i transport de l'electricitat i el gas, on la retallada seria major. Nedgia, amb les empreses del sector, addueixen que no afavorirà l'eficència ni una baixada del cost del servei.